# Sabine Derflinger

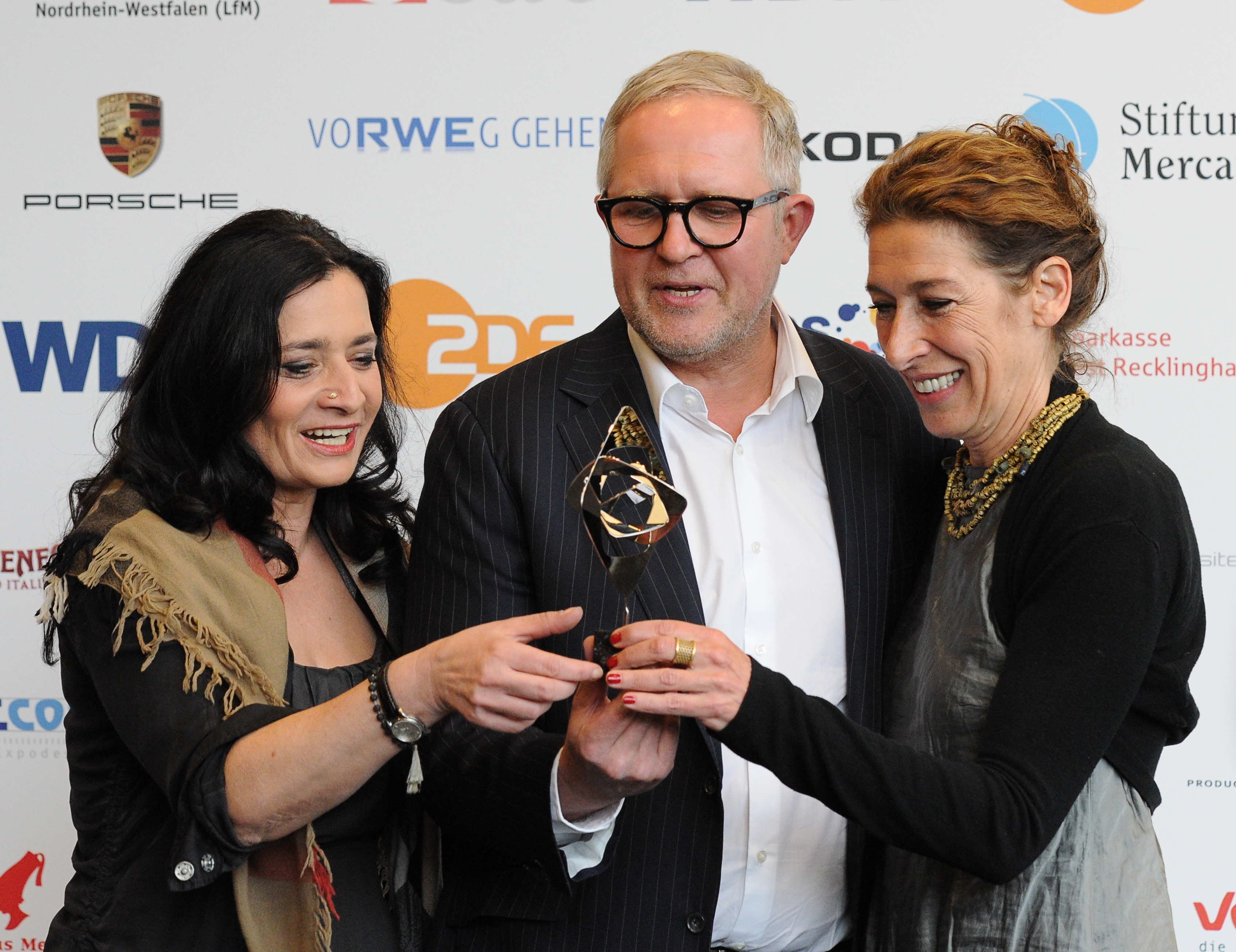
Sabine Derflinger (links) mit Adele Neuhauser und Harald Krassnitzer bei der Verleihung des Grimme-Preises 2014

Sabine Derflinger (* 1963 in Wels) ist eine österreichische Regisseurin, Drehbuchautorin und Filmproduzentin.

## Leben
Sabine Derflinger wuchs in Vöcklabruck/Oberösterreich auf. Sie war mehrere Jahre als Regie- und Produktionsassistentin beim Film tätig, bevor sie 1991 ihr Studium an der Filmakademie Wien in den Fachrichtungen Buch und Dramaturgie aufnahm. Sie schloss es 1996 mit der Diplomarbeit „Filmerzählungen zwischen Epik & Dramatik“ erfolgreich ab.
Sie realisierte als Drehbuchautorin und Regisseurin Spiel- und Dokumentarfilme sowie Fernsehserien. 2010 gründete sie die Produktionsfirma Derflinger Film. Sie war 2011 der erste weibliche Regisseur bei einer österreichischen Folge der Krimireihe Tatort (Falsch verpackt). Es folgte ein weiterer österreichischer Tatort (Angezählt) sowie der deutsche Tatort: Borowski und das Meer. Angezählt spielte im Wiener Prostitutionsmilieu und gab Anstoß zu einer medialen Debatte über das Thema Prostitution. Für diese Regiearbeit wurde Derflinger 2014 mit dem Grimme-Preis ausgezeichnet. Beim ORF drehte sie Folgen der Serien Paul Kemp – Alles kein Problem, Vier Frauen und ein Todesfall und der Fernsehserie Vorstadtweiber.
Zu ihren Dokumentarfilmen gehört Die Dohnal, mit dem sie die österreichische Frauenministerin und Feministin Johanna Dohnal porträtierte. Der abendfüllende Film hatte auf der Viennale 2019 Premiere, wurde mit dem „Großer Preis des Landes Steiermark“ bei dem Filmfestival Diagonale 2020 prämiert und mit dem Österreichischen Filmpreis 2021 ausgezeichnet. Jener sei „Porträt und Geschichtsstunde, aber auch aktuelle Standortbestimmung in Sachen Gleichberechtigung“, befand die Süddeutsche Zeitung. 2020/21 drehte Derflinger das erste filmische Porträt über Alice Schwarzer für das Kino mit dem Arbeitstitel So läuft das nicht. Der Film wurde vom ORF und vom Filmfonds Wien gefördert. Gedreht wurde in Wuppertal, Wien, Paris und Köln. Der Film kam im Mai 2022 unter dem Titel Alice Schwarzer in die Kinos. Auch für Alice Schwarzer wurde sie mit dem „Großer Diagonale-Preis des Landes Steiermark - Bester Dokumentarfilm 2022“ ausgezeichnet.

## Filmografie
- 1991: Es war einmal – Buch, Regie, Produktion
- 1994: Geraubte Kindheit – Konzept, Regie (gemeinsam mit Bernhard Pötscher)
- 1996: Achtung Staatsgrenze – Konzept, Regie (gemeinsam mit Bernhard Pötscher)
- 1998: Aus Liebe – Buch, Regie (gemeinsam mit Astrid Heubrandtner)
- 1999: The Rounder Girls – Konzept, Regie, Produktion (gemeinsam mit Bernhard Pötscher)
- 2002: Vollgas – Regie, Buch (gemeinsam mit Maria Scheibelhofer)
- 2004: Kleine Schwester – Regie
- 2004: Schnelles Geld – Konzept, Regie, Produktion
- 2005: Drei, Vier – Buch, Regie, Produktion
- 2006: In den Straßen von Delhi – Konzept, Regie
- 2007: 42plus – Regie, Buch (gemeinsam mit Mogens Rukov)
- 2008: Platz – Regie
- 2008: Eine von 8  (Dokumentarfilm), Konzept, Regie und Produktion für 3sat
- 2009: Was bleibt – Produktion
- 2010: Tag und Nacht – Regie, Buch
- 2011: Hotspot – Regie
- 2012: Tatort: Falsch verpackt – Regie
- 2012: Literatur hat Recht – Social Spot – Regie[12]
- 2012: For Those Who Can Tell No Tales – Executive Producer
- 2013: Tatort: Angezählt – Regie
- 2013: Paul Kemp – Alles kein Problem – Regie
- 2014: Tatort: Borowski und das Meer – Regie
- 2015: Dämmerung über Burma – Regie
- 2015: Vier Frauen und ein Todesfall – Dornenvögel – Regie
- 2015: Vorstadtweiber (Folgen 1–5 und 16-20) – Regie
- 2017: Anna Fucking Molnar – Regie
- 2018: Die Füchsin – Spur in die Vergangenheit – Regie
- 2018: Der Zerrissene – Regie
- 2019: Die Füchsin – Im goldenen Käfig
- 2019: Die Füchsin – Schön und tot
- 2019: Die Dohnal (Dokumentarfilm) – Regie
- 2020: Letzte Spur Berlin – Regie
- 2022: Alice Schwarzer (Dokumentarfilm) – Konzept, Regie, Produktion
- 2022: Süßer Rausch (ZDF Fernsehfilm) – Regie
- 2023: Der Bozen-Krimi: Weichende Erben – Regie
- 2023: Der Bozen-Krimi: Die Todsünde – Regie
- 2023: Tatort: Bauernsterben
- 2025: Mord in Wien – Der letzte Bissen (Fernsehreihe)

## Auszeichnungen
- 1994: Hans Cermak Preis für Geraubte Kindheit
- 1996: Interkulturpreis Oberösterreich für Achtung Staatsgrenze
- 1997: Talentförderungspreis des Landes Oberösterreich
- 1998: Grünpreis Kultur für Rounder Girls
- 1998: Carl Mayer Drehbuchförderungspreis für Vollgas
- 2001: Thomas Pluch Förderungspreis für Vollgas
- 2002: Max Ophüls Festival – Förderpreis Langfilm der Jury für Vollgas[13]
- 2003: Kulturpreis des Landes Oberösterreich für Film
- 2003: Österreichischer Förderpreis für Filmkunst
- 2005: ver.di-Fernsehpreis für Kleine Schwester
- 2012: Wiener Frauenpreis
- 2014: Grimme-Preis (Regie) für den Tatort: Angezählt[14]
- 2016: Deutscher Regiepreis Metropolis für Vorstadtweiber, Staffel 2/Folge 6
- 2017: Goldenes Verdienstzeichen des Landes Wien
- 2020: Großer Preis der Diagonale für Die Dohnal[15]
- 2021: Österreichischer Filmpreis – Auszeichnung in der Kategorie Bester Dokumentarfilm für Die Dohnal[16]
- 2022: Großer Diagonale-Preis des Landes Steiermark – Bester Dokumentarfilm für Alice Schwarzer[11]
- 2022: Kulturpreis des Landes Oberösterreich – Großer Landespreis für Kultur in der Sparte Film und Video[17][18]